# Croat (moneda)

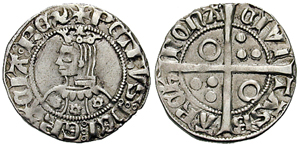
Croat de Pedro III.

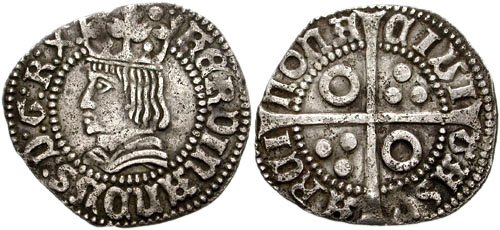
Croat de Fernando el Católico.

El croat es una moneda catalana de plata creada en 1285 por el rey Pedro III. Se conoció como croat barceloní, y también como xamberg. En el anverso de la moneda figuraba la efigie del Conde de Barcelona, y en el reverso, una cruz patada equilátera de origen carolingio, de influencia francesa, que es la que da nombre a la moneda, y en los cuarteles roel o alianza y tres puntos.
Un croat equivalía a doce dineros. Se caracterizaba por tener una gran cruz en el reverso y de aquí su nombre. Los croats se emitían regularmente en las casas de monedas de las ciudades de Barcelona y Perpiñán; eventualmente, también en otras como Tortosa.
También se pusieron en circulación piezas de medio y un cuarto de croat.
Se acuñaron croats durante siglos, aunque la cantidad de la plata que portaban fue variando. Los últimos croats se acuñaron en Barcelona entre los años 1705 y 1706, primero con el nombre de Felipe V de Borbón y posteriormente con el nombre de Carlos III de Austria.